# Comtat de Melguer
El comtat de Melguer (avui Mauguiò) fou una jurisdicció feudal d'Occitània, existent des de l'era del regne visigot. Cap al 812 va ser assignat al lot de comtats de la Septimània i Gòtia, i va romandre de fet unit al marquesat fins cap al 878. Del 878 al 1079 els seus governants es titularen comtes de Substancion.
A l'època visigòtica ja s'esmenten dos bisbes de Magalona (Boeci el 589) i Gumild el 673.
Magalona fou un bisbat i un comtat visigot que el 752 es va sotmetre a Carles Martell quan era comte Aigulf, pare del famós sant Benet d'Aniana. El va succeir el seu fill Amic i a aquest el seu fill Robert. Quant als bisbes ja al 589 es coneix un primer bisbe a Magalona de nom Boeci (vegeu bisbat de Magalona).
Després del 878 l'antiga nissaga local hauria recuperat el poder (si és que mai l'havia perdut realment) i portaren el títol de comtes de Substancion. Guillemona és la primera comtessa esmentada al cartulari comtal. Podria ser neta o jove de Robert (el nom del fill del qual no es coneix). Al segle següent la ciutat de Magalona va ser reconstruïda i el títol de comtes de Substancion es va abandonar en favor del nom occità de la nova Magalona o Mauguio, que va derivar en Melguer (en francès: Melgue(i)l).
El comte Pere I es va casar vers 1063 amb Almodis, filla de comte Ponç II de Tolosa i el 1085 va decidir cedir l'alta sobirania feudal del comtat i bisbat de Magalona al Papa Gregori VII. Els seus successors no van reconèixer aquesta alta sobirania. Pere va deixar tres fills: Ponç (Abat de Cluny), Adelaida (mare de Pere de Puei, gran Mestre dels Cavallers Hospitalaris) i Ramon II. Aquest darrer, va tenir com a successor al seu fill Bernat IV que va sostenir un conflicte armat amb el seu cunyat Guillem VI senyor de Montpeller i finalment es va fer monjo al Velai. Va deixar dues filles, Guillema, que se suposa que fou l'esposa del vescomte Ramon Folc II de Cardona, i Beatriu de Melguèlh, l'hereva, que va quedar sota tutela del seu oncle Guillem VI de Montpeller el qual va concertar el seu enllaç amb el comte Berenguer Ramon I de Provença; davant això el comte Alfons I Jordà de Tolosa (112-1148), que aspirava a la regència, va declarar la guerra a Montpeller, fins que finalment es va arribar a un acord de corregència. Guillem VI, abans que Beatriu arribés a la majoria d'edat, la va casar segons el que s'havia acordat amb el comte de Provença (1135) però aquest va morir el 1144 i Beatriu es va casar llavors en segones noces amb Bernat Palet, senyor d'Ales (que fou Bernat V de Melguelh), que va morir el 1170. Beatriu havia tingut del primer matrimoni amb Ramon Berenguer I, un fill, Ramon Berenguer III de Provença, al que al rebre el comtat de Provença va associar al govern, del que mai es va ocupar. Aquest comte fou el pare de Dolça II de Provença, comtessa el 1166-1167 fins que Alfons el Cast se'n va apoderar). El comte va morir el 1166 i l'experiència d'associació a Melguèlh fou considerada negativa; Beatriu va decidir casar a la seva filla gran Ermessenda Palet (del seu segon matrimoni) amb Pere Bermon de Sauva, señor d'Andusa, i confiar al matrimoni el govern del comtat, el que efectivament es va portar a terme el 1170, però Pere Bermon va morir el 1172 i llavors un fill menor de Beatriu, Bertran I, que era l'hereu legítim des de 1166 i ja es titulava comte, va reclamar els seus drets i es va aliar amb Guillem VII de Montpeller al que va cedir una part de les seves possessions i el 1172 es va declarar vassall del rei d'Alfons I de Catalunya i Aragó i li va cedir el comtat en presència del comte de Pallars, i els nobles de Melguèlh van jurar fidelitat al rei. Beatriu va reaccionar airada, va declarar desheretat al seu fill Bertran i va nomenar hereves per meitat a la seva filla Ermessenda i a la seva neta Dolça. Molts nobles van acatar la decisió de la comtessa titular i Ermessenda fou casada el 1173 amb l'hereu de Tolosa, el futur comte Ramon VI de Tolosa (en realitat Ramon VIII de Tolosa després del descobriment de dos comtes abans desconeguts de nom Ramon) i es va establir que després de la mort de Beatriu el comtat de Melguèlh o Melgueil quedaria unit a Tolosa com així va ser després del 1190.
Amb les guerres càtares el comtat fou ocupat per Simó de Montfort i va quedar unit a les possessions de la corona francesa (1213) cosa confirmada el 1215. Els reis van concedir el títol de comte de Melguèlh als bisbes de Magalona. Vegeu bisbat de Magalona.

## Llista de comtes
- Aigulf I c. 750 (visigot)
- Amic I ? -mort després del 788 o 791 (fill d'Aigulf)
- Robert de Magalona després de 788/791-? (mort 818 o poc abans) (possible fill d'Amic)
- Adolf I ?-? (franc)
- Ernest I ?-?
- Eberard I ? -? (mort vers 812?)
- Leibulf ?
- Bernat de Septimània 828-832
- Berenguer de Tolosa 832-835
- Bernat de Septimània 835-844 (segona vegada)
- Sunifred I 844-848
- Guillem de Septimània 848-850
- Aleran 850-852
- Odalric 852-858
- Humfrid o Unifred 858-865
- Bernat de Gòtia 865-878
- Bernat I vers 878-930 (fill de Robert de Magalona i de Guillemona?)
- Berenguer I vers 930-950 (fill de Bernard I)
- Bernat II de Melguèlh vers 950-988 (fill de Berenguer I)
- Desconegut vers 988-989 (fill de Bernat II, no se'n coneix el nom)
- Bernat III vers 989-1055 (fill del comte de nom desconegut)
- Ramon I vers 1055-1079 (fill de Bernard III)
- Pere I 1079-? (fill de Ramon I)
- Ramon II ?-1120 (fill de Pere I)
- Bernat IV 1120-? (fill de Ramon II)
- Beatriu vers 1130-1190 (filla de Bernat IV)
- Guillem 1130-1135 (regent, senyor de Montpeller)
- Berenguer Ramon I 1135-1144 (comte de Provença, casat amb Beatriu)
- Bernat V Pelet 1146-1170 (senyor d'Ales, casat amb Beatriu)
- Ramon Berenguer 1153-1166 (fill de Beatriu, comte de Provença 1153-1166)
- Ermessenda 1170-1190 (filla de Beatriu, designada hereva 1170; comtessa de la meitat 1172-73)
- Pere Bermon 1170-1172 (senyor d'Andusa, casat amb Ermessenda)
- Bertran I 1172 (fill de Beatriu, germà d'Ermessenda, comte nominal des de 1166)
- Alfons I d'Aragó 1172 (per cessió de Bertran I)
- Dolça de Provença 1172-1173 (filla de Ramon Berenguer (III d Provença); comtessa de la meitat)
- Ramon III 1173-1190 (Raimon o Ramon VI de Tolosa, casat amb Ermessenda; tot el comtat)
- a Tolosa 1190
- a França 1213